# If I Ain't Got You
Singles de Alicia Keys
You Don't Know My Name
(2003) Diary
(2004)
If I Ain't Got You est une chanson enregistrée, écrite et produite par l’artiste américaine Alicia Keys. Sorti en février 2004, comme 2d single de son 2e album studio The Diary of Alicia Keys (2003), la chanson se classe au numéro quatre sur le Billboard Hot 100 et est resté au sommet du Billboard Hot R&B/Hip-Hop Songs pendant six semaines. À la fin de 2004, on retrouve le single à la 3e place du Billboard Hot 100, et elle est restée dans les charts Américains durant 49 semaines,. C’est la chanson de Keys à être ainsi restée le plus longtemps dans les classements, et c’est aussi la première chanson à être réalisée par une artiste féminine à passer plus d'un an sur le Billboard Hot R&B/Hip-Hop Songs (cinquante-six semaines),,. La chanson a remporté de nombreux prix dont deux NAACP Image Awards, un Grammy Awards en 2005 (meilleur espoir féminin R&B Vocale Performance) et été aussi nommée au Grammy Awards de la même année dans la catégorie  chanson de l'année.
La pochette du CD du single évoque Le Violon d'Ingres (1924) de Man Ray, Alicia étant de dos, portant un turban et un tatouage de deux clés de fa (au lieu des ouïes de violon chez Man Ray) sur sa chute de reins.

## Musique et structure
Écrit, composé et produit par Alicia Keys, le single est considéré comme une autre chanson phare de la chanteuse, après Fallin'. Et comme ce titre, If I Ain’t Got You débute avec le piano et est surtout composée des genres musicaux tels la soul (classique), et le jazz en particulier.
La chanson parle de la vie amoureuse très compliquée d’un jeune couple où la fille ne souhaite que l’unique amour de son compagnon, et non sa célébrité ou les cadeaux qu’il lui offre :

« Some people live for the fortune, Some people live just for the fame, Some people live just to play the game, Some people think that the physical thing define what’s within, And I’ve been there before but that life’s a bore, So full of the superficial, Some people want it all, But I don’t want nothing at all, If I ain’t got you baby... »

— (Extrait des 3 premiers refrains).
En outre un remix du titre a été réalisé avec la collaboration de Usher, et autre remix en version Espagnol est sorti avec la collaboration de Kanye West  et la mise en vedette du trompettiste et pianiste de Jazz Arturo Sandoval. Cette version apparaîtra sur le CD bonus pour la promotion internationale du titre et de l’album. La chanson est aussi sortie en 2004 sur PlayStation 2, un jeu de karaoké (Karaoke Revolution Volume 3).

## Critiques & Performances
Considérée comme un classique de la chanteuse, la chanson a été merveilleusement acclamée par la critique et le magazine Américain du groupe Rolling Stones n'hésite pas là encore à comparer la puissance de la voix d'Alicia Keys à celle des chanteuses comme Aretha Franklin ou Nina Simone… 
Pour NBC News : « If I Ain't Got You est une superbe ballade dans laquelle la conjugaison du son et la voix de Keys rappelle une autre protégée de Clive Davis, qui n'est autre que Whitney Houston... »
Étant donnée la réussite internationale du tube, Alicia Keys l'a interprété à maintes reprises sur scène, mais les plus remarquables performances ont été celles qu'elle a fait aux MTV Video Music Awards de 2004 aux côtés de Stevie Wonder, avant de chanter avec lui Higher Ground (Featuring Lenny Kravitz),. Keys l'a aussi chanté durant la cérémonie des Grammy Awards de 2005, avant de faire monter sur scène Jamie Foxx et Quincy Jones pour rendre hommage à Ray Charles avec Georgia on My Mind,.

## Réception & Popularité
If I Ain’t Got You a été l'un des titres les plus acclamés de l’album par les revues musicaux, et atteint son point culminant au Numéro 4 sur le Hot 100 en juillet 2004. Le titre est resté sur ce chart durant 40 semaines consécutives, devenant ainsi la 1re chanson de Keys a duré aussi longuement dans ce chart. Sur le Hot R&B/Hip-Hop Songs, la chanson atteint une performance graphique exceptionnelle : elle a atteint le sommet en mai 2004 et y est resté pendant cinquante six semaines non consécutives et est devenu le premier single d'une artiste féminine à rester sur ce chart pendant plus d’une année. La chanson a également atteint le top dix de les charts Pop Songs, où il a culminé neuf semaines successives. En outre, il a été no 1 au niveau des chansons les plus jouées (radio Big Hit) durant 4 semaines,,.
Au Royaume-Uni, la chanson s’est placée à la 18e place parmi les 40 meilleurs singles. En octobre 2009, la chanson est réapparue sur le chart Britannique (R&B), à la 20e place, le fait peut être attribué à l'énorme succès, durant cette période, de son single Empire State of Mind (ft. Jay-Z).
Comme Fallin', If I Ain't Got You est l'une des chansons d’Alicia les plus populaires dans les émissions de téléréalité comme American Idol et est aussi sortie en 2004 sur PlayStation 2, un  jeu de karaoké (Karaoke Revolution Volume 3). 

## Clip-vidéo
Le clip de la chanson est dirigé par Diane Martel et est tourné durant  à New York, , filmé en  novembre 2003. en la ville natale d’Alicia Keys ; et l’histoire du clip tourne essentiellement autour d’une jeune fille, à qui seuls l’amour et la musique suffisent.
Au début du clip, son petit ami, interprété par le rappeur-acteur Method Man, lui offre un appartement, et la première chose qu’il y installe est un beau piano qui amène un sourire sur les lèvres d’Alicia, pour qui : posséder tout ne signifierait rien si elle ne l’avait pas lui (« Everything means nothing, If I ain’t got you »).
Dans une nouvelle scène, ce n’est plus l’histoire du jeune couple que l’on suit mais Alicia Keys qui raconte l’histoire du morceau. Tout en haut d’un immeuble, elle interprète la chanson en jouant sur son piano. Elle porte une boucle d’oreille en forme de clé à son oreille gauche, ce qui est clin d’œil à son nom de scène.
Cependant, la vie n’est pas rose pour la jeune fille, car son petit-ami n’est pas toujours à ses côtés, rentre au milieu de la nuit en douceur… et les disputes entre le couple sont trop fréquentes.
Par la suite, le jeune homme sera arrêté par la police, pris en flagrant délit de vol, pendant que sa petite amie était en train de l’attendre  au pied de l’immeuble. C’est  avec le temps qu’elle se rend inévitablement compte que quelque chose a mal tourné. Nous la retrouvons à la fin du clip, seule dans l’appartement, effondrée, lorsqu’elle aperçoit que tous les objets dans leur appartement sont volés, et que l’argent en grande quantité de son ami était  gagné de manière illégale. Le piano, lui aussi d’ailleurs, semble avoir été volé pour conquérir la petite-amie, puisqu’il a été rapidement amené dans l’appartement durant le matin par un groupe d’amis, et à l’abri des regards indiscrets.

## Récompenses
- Grammy Award pour meilleure performance vocale féminine (R&B).
- Billboard Music Awards :
  - pour chanson de l’année (R&B/Hip-Hop).
  - pour chanson la plus jouée de l’année (R&B/Hip-Hop).
- MTV Video Music Awards pour meilleur clip-vidéo de l’année (R&B)[15]
- ASCAP Rhythm & Soul Awards, pour meilleur auteur-compositeur de l’année.
- ASCAP Pop Awards pour chanson la plus jouée de l’année
- NAACP  Image Awards pour:
  - Meilleur clip-vidéo de l’année
  - Chanson exceptionnelle de l’année
- Soul Train Music Awards pour meilleure chanson de l’année pour une artiste féminine (R&B/Soul).
- Soul Train Lady of Soul Awards pour meilleure chanson de l’année (R&B/Soul ou Rap)
- Vibe Awards pour meilleure chanson (R&B)

## Liste des titres
CD maxi
1. "If I Ain't Got You" – 3:48
2. "If I Ain't Got You" (piano and vocal version) – 3:52
3. "You Don't Know My Name" / "Will Yo" (reggae mix) – 5:06

maxi 45 tours
1. "If I Ain't Got You" (Sir Piers 'Curious' main extended)
2. "If I Ain't Got You" (Sir Piers 'Curious' 70's dub)

## Personnel
| Musicians - Alicia Keys – chant, choriste, piano - Steve Jordan – Batterie - Fred Cash, Jr. – guitare basse - Hugh McCracken – guitare - Arcell Vickers – Orgue - David Watson – Cor d'harmonie - Darryl Dixon – Cor d'harmonie - Joe Romano – Cor d'harmonie - L. Green – choriste - Cindy Mizelle – choriste - Katreese Barnes – choriste | Production - Alicia Keys – Production - Kerry "Krucial" Brothers Jr. – digital programmation - Tony Black – ingénieur du son - Manny Marroquin – mixage audio |

## Classements
| Chart (2004)                               | Position |
| ------------------------------------------ | -------- |
| Pays-Bas                                   | 12       |
| France                                     | 15       |
| Allemagne                                  | 81       |
| Irlande                                    | 44       |
| Italie                                     | 22       |
| Suisse                                     | 35       |
| Royaume-Uni                                | 18       |
| États-Unis Billboard Hot 100               | 4        |
| États-Unis Billboard Hot R&B/Hip-Hop Songs | 1        |
| Chart (2005)                               | Position |
| États-Unis Billboard Adult Contemporary    | 12       |